# Ішіл Албен
Ішіл Албен (англ. Isil Alben; нар. 22 лютого 1986, Стамбул, Туреччина) — турецька баскетболістка, яка виступає за клуб «Галатасарай».

## Спортивна кар'єра
Народилася 22 лютого 1986 року в Стамбулі. Почала свою кар'єру в турецькому клубі IÜSK у віці дванадцяти років.
У 2006 році підписала контракт з баскетбольним клубом «Ботас Спор» з міста Адана.
У 2007 році стала гравцем «Галатасарая». У цьому клубі Ішіл провела 7 сезонів і була капітаном команди, в 2014 році стала чемпіонкою Євроліги.
У березні 2014 року Ішіл Албен вирішила спробувати пограти в іншій країні, тому баскетболістка підписала контракт з «Курським Динамо», але після чемпіонства в Євролізі з «Галатасараєм» Ішіл змінила своє рішення і вирішила таки залишитися в Турецькій команді, але контракт був підписаний, і «Динамо» не стало його розривати. На майданчику в новій команді баскетболістка отримувала мало ігрового часу, в результаті Албен провела в Курську один сезон і покинула команду.
У 2015 році Ішіл Албен вирішила повернутися до «Галатасараю». Контракт з командою з Стамбула вона підписала на три роки.

## У збірній
У складі збірної Туреччини ставала срібним призером чемпіонату Європи в 2011 році, а також бронзовим призером чемпіонату Європи в 2013 році.

## Досягнення
- Чемпіонка Євроліги (2014)
- Володар Кубка Європи (2009)
- Бронзовий призер Євроліги (2015)
- Чемпіонка Туреччини (2014)
- Срібний призер чемпіонату Туреччини (2008, 2010, 2011, 2012, 2013)
- Володар Кубка Туреччини (2010, 2011, 2012, 2013, 2014)
- Бронзовий призер чемпіонату Росії (2015)
- Срібний призер чемпіонату Європи (2011)
- Бронзовий призер чемпіонату Європи (2013)